# Rechsteineria dentata
Rechsteineria dentata là một loài thực vật có hoa trong họ Tai voi. Loài này được (Hornsch.) Kuntze miêu tả khoa học đầu tiên năm 1891.